# Notolopha brachycera
Notolopha brachycera är en tvåvingeart som först beskrevs av Zetterstedt 1852.  Notolopha brachycera ingår i släktet Notolopha, och familjen svampmyggor. Arten är reproducerande i Sverige.